# I'm Glad My Mom Died
I'm Glad My Mom Died (Brasil: Estou Feliz que Minha Mãe Morreu / Portugal: Ainda Bem que a Minha Mãe Morreu) é um livro de memórias da ex-atriz e cantora americana Jennette McCurdy, que fala sobre sua carreira como atriz infanto-juvenil e do difícil e abusivo relacionamento com sua mãe, que morreu em 2013. É o primeiro livro de McCurdy e foi publicado em 9 de agosto de 2022, pela Simon & Schuster.

## Antecedentes
McCurdy começou a atuar aos seis anos de idade, seguindo nessa área até 2017, quando anunciou sua retirada. De 2009 a 2012, ela também manteve um contrato com a Capitol Records Nashville, que lançou seu primeiro álbum de estúdio homônimo em 2012.
Ela já havia escrito artigos em publicações como The Wall Street Journal e começou a escrever ensaios pessoais pouco depois. Em seguida, enviou alguns destes ensaios para seu empresário na época, que a encorajou a escrever um livro sobre suas experiências. Contudo, McCurdy criou um show intitulado I'm Glad My Mom Died, que ela apresentou em Los Angeles e Nova York e que sairia em turnê em outras cidades, porém os planos foram cancelados devido à pandemia de COVID-19 e então, ela decidiu escrever seu material em um livro de memórias.

### Capa
A capa mostra McCurdy olhando para cima e segurando uma urna rosa com papel decorativo derramado.

## Sinopse
No livro de memórias, McCurdy discute sua infância e adolescência como atriz de sucesso, sua breve incursão na carreira de música country e o relacionamento conturbado e controlador que teve com sua mãe Debra, que morreu de câncer em 2013. O livro é dividido em duas seções: "Antes" e "Depois", que descrevem os eventos de sua vida antes e depois da morte de sua mãe.

## Recepção
O livro esgotou-se em 24 horas após ser colocado à venda em varejistas como Amazon, Target e Barnes & Noble. No mesmo mês, tornou-se o best-seller número 1 "para não-ficção em capa dura e E-book" do New York Times, vendendo mais de 200.000 cópias em todos os formatos em sua primeira semana de lançamento.
I'm Glad My Mom Died foi recebido com críticas favoráveis, com o agregador de avaliações "Book Marks" relatando que nenhuma das sete avaliações foram negativas ou mistas. A Publishers Weekly chamou o livro de "Perspicaz e incisivo, comovente e cru". Dave Itzkoff, do The New York Times, escreveu que o livro de memórias era "Uma história de amadurecimento que é alternadamente angustiante e mordazmente engraçada". Kirkus Reviews escreveu que "A história comovente de uma criança espancada emocionalmente e entregue com candura e graça cativantes."

## Histórico de lançamento
| Região | Data de lançamento  | Edição             | Publicação                                | Ref. |
| ------ | ------------------- | ------------------ | ----------------------------------------- | ---- |
| Várias | 9 de agosto de 2022 | Capa dura e E-book | Simon & Schuster                          |      |
| Várias | 9 de agosto de 2022 | Audiolivro         | Simon & Schuster Audio                    |      |
| Várias | 9 de agosto de 2022 | CD                 | Simon & Schuster Audio e Blackstone Audio |      |

## Adaptação televisiva
Em julho de 2025, foi divulgado que o serviço de streaming AppleTV+ realizará uma série de dez episódios, inspirada no livro e que contará com Jennifer Aniston interpretando a mãe de Jennette. Aniston também será produtora executiva da série, enquanto McCurdy será responsável pelo roteiro.